# オマールとハナ
オマールとハナ(Omar dan Hana)は、ファディラー・アブドゥル・ラマンが製作して、マレーシアのDigital Durianがアニメーションを作った、教育ジャンルの子供向けアニメシリーズ。

## キャラクター

### メインキャラクター
オマール
ハナ
ママ
パパ

### サブキャラクター
ウスタズのモーサ
ライラ先生
インドラ
スフィ
ヌル
サラ
ファリス
ミミ
リサ
オパー
祖父

### 端役キャラクター
アダム
ユキ

## エピソード
| シーズン | シーズン | 話数 | 話数 | 放送期間      | 放送期間   |
| シーズン | シーズン | 話数 | 話数 | 初回放送      | 最終回放送 |
| -------- | -------- | ---- | ---- | ------------- | ---------- |
|          | 1        | 26   | 26   | 2017年3月2日  | 2018年     |
|          | 2        | 16   | 16   | 2018年5月28日 | 2019年     |
|          | 3        | 27   | 27   | 2020年        | 2020年     |
|          | 4        | 13   | 13   | 2020年        | 2020年     |
|          | 5        | 13   | 13   | 2021年        | 2021年     |